# Papilio brevicauda
Papilio brevicauda — североамериканская бабочка семейства парусников (Papilionidae).

## Описание
Papilio brevicauda очень похож на самцов Papilio polyxenes, но у них более короткие «шпоры» (хвосты) на задних и более округлые вершины передних крыльев. Желтые полосы пятен на верхней стороне крыльев имеют более оранжевый оттенок (за исключением бабочек из западной части ареала).

## Естественная среда
Эта бабочка, в основном, размножается на лигустикуме шотландском (Ligusticum scoticum) и часто встречается очень близко к океану, где растёт это кормовое растение её личиночной стадии. Особенно любит мысы с лигустикумом шотландским и другими представителями семейства Зонтичных (Apiaceae), в том числе борщевиком (виды рода Heracleum), дудником красновато-пурпурным (Angelica atropurpurea).
Papilio brevicauda — очень хороший «летун», поэтому ветреные места не предоставляют для него опасности.

## Активность
Время лёта имаго Papilio brevicauda с середины июня по июль.

## Жизненный цикл
Самцы ищут самок, ожидая их на вершинах холмов. Самки откладывают яйца поодиночке на листья растений-хозяев. Яйца кремовые, позже приобретают красновато-коричневое ободок. Личинка от бледно-зеленого до кремово-зеленого цвета имеет черные полосы между сегментами с желтыми пятнами на черных полосах (эти пятна оранжевые на острове Кейп-Бретон). Куколка бывает зеленой или черно-коричневой. Зимует куколка. У Papilio brevicauda в норме бывает одна генерация за сезон, иногда бывает и вторая частичная генерация.

## Кормовые растения
Список кормовых растений, используемых короткохвостым парусником:
- Дудник красновато-пурпурный Angelica atropurpurea
- Angelica lucida
- Сельдерей пахучий, Apium graveolens
- Conioselinum chinense
- Морковь дикая, Daucus carota sativus
- Heracleum lanatum
- Лигустикум шотландский, Ligusticum scoticum
- Пастернак посевной, Pastinaca sativa
- Петрушка, Petroselinum crispum